# 「私の八月十五日」の会
「私の八月十五日」の会とは2002年、戦争の記憶を持つ漫画家・作家の有志を中心として結成された任意団体である。2007年2月現在､会員（出品者）総数125名｡その後2012年7月17日に、一般財団法人「日本漫画事務局 八月十五日の会」として再発足。2021年7月31日をもって現法人を解散。

## 活動趣旨
ひとつ戦争の記憶を後世に伝え残すのみでなくひろく人類の幸福にかかわる普遍的テーマを漫画家ならではの絵画的手法を駆使して表現し、現代を生きる人々すべてに向けて平和を希求するメッセージを発信し続けることにある。
その趣旨の下、中国の南京、瀋陽などで第二次大戦後の引き揚げ体験者を中心として、漫画展を開いている。

## 活動履歴
「私の八月十五日」展
- 2003年8月 - 東京・大田区民ホール・アプリコ
- 2004年8月 - 東京・大田区民ホール・アプリコにて開催（2年連続）
- 2005年
  - 7月 - 東京・日本橋三越本店（本館7F）
  - 8月
    - 秋田市・秋田公立美術工芸短期大学（アトリエももさだ）
    - 大阪・堺市イトーヨーカドー堺店（3F催し場）

  - 11月 - さいたま市コミュニティプラザ・コルソ（7F催事場）
  - 11 - 12月 - 大阪市・大阪国際平和センター（ピースおおさか・1F特別展示室）
- 2006年
  - 1 - 3月 - 福岡県・福岡県人権啓発情報センター（クローバープラザ・7F特別展示室）
  - 6 - 7月 -　京都市・立命館大学国際平和ミュージアム（中野記念ホール）
- 2007年6 - 7月 - 神奈川県・神奈川県立地球市民かながわプラザ（）3F・企画展示室
- 2008年
  - 3月 - 日本漫画事務局「八月十五日の会」に組織変更
  - 7月 - 多摩市・パルテノン多摩
- 2009年
  - 7 - 8月 - 千葉・旭市千葉県立東部図書館
  - 8 - 9月 -　山形県・酒田市美術館
  - 8月- 中国江蘇省 南京市、侵華日軍南京大屠殺遇難同胞紀念館[2]（南京大虐殺記念館)。
- 2010年
  - 4 - 6月 - 熊本県・湯前まんが美術館
  - 6 - 7月 -　呉市・大和ミュージアム
  - 9月- 中国北京市、中国人民抗日戦争紀念館
- 2011年
  - 7 - 8月 - 中国瀋陽市、九・一八歴史博物館
  - 8月 - 佐賀市・佐賀市立図書館、新潟・長岡市美術センター
  - 12月 - 2012年1月 -　三沢市・青森県立三沢航空科学館
- 2012年
  - 3月 -　東京・葛飾柴又寅さん記念館
  - 5月 -　寄居町・埼玉県立川の博物館
  - 6 - 7月 - 愛知・高浜市やきものの里かわら美術館
  - 7月17日 - 一般財団法人に組織変更、再発足となる。
  - 7 - 8月 - 中国長春市、偽満皇宮博物院
  - 7 - 8月 -　鳥取県・日南町美術館、長崎・壱岐市 壱岐市立一支国博物館
  - 8 - 9月 - 長崎市・長崎歴史文化博物館
  - 9 - 10月 -　横浜市・学校法人桐蔭学園
- 2013年
  - 7 - 9月 -　岡山県・勝央美術文化館
  - 8月 - 大阪・藤井寺市 藤井寺市民会館市民ギャラリー
- 2015年
  - 6月 -　長野県・青木村郷土美術館
  - 8 - 9月 -　糸満市・沖縄県平和祈念資料館
  - 9月 -　東京・明治大学

平成版三十六歌仙絵巻
- 2004年12月　秋田市の企画に「私の八月十五日」の会として参加
- 『私の八月十五日～昭和二十年の絵手紙』森田拳次が2004年にちばてつや、さいとうたかをら漫画家、落語家、作家らに呼び掛けA.セーリングより同年7月30日に発売された。同書は版元がなくなったことにより、長く絶版だったが、2015年4月2日に東京都国立市の出版社、今人舎より復刊された[3]。

※平成16年度（第8回）文化庁メディア芸術祭・マンガ部門（奨励賞）、平成17年度（第34回）日本漫画家協会賞（大賞）受賞作品

## 会の構成

### 代表理事
- 石川好（作家）[4]

### 理事
- 森田拳次（漫画家）[5]
- 町田典子（実業家）
- 池田愼一郎（関連団体、イマ・グループ代表取締役会長兼CEO）[6]

### 評議員
- 石子順（評論家）
- ウノ・カマキリ（漫画家）
- 渡邉輝也（加登屋）

### 発起人
- 石子順（評論家）
- 泉昭二（漫画家）
- 上田トシコ（漫画家）
- 榎その（漫画家）
- クミタ・リュウ（漫画家）
- 小島功（漫画家）
- 佐川美代太郎（漫画家）
- 杉浦幸雄（漫画家）
- 関根義人（漫画家）
- 高野栄二（漫画家）
- 武田京子（漫画家）
- 花村えい子（漫画家）
- 牧美也子（漫画家）
- 水野英子（漫画家）
- みつはしちかこ（漫画家）
- 森熊猛（漫画家）
- やなせたかし（漫画家）
- 矢野徳（漫画家）
- わたなべまさこ（漫画家）

### 会員（出品者）
- 赤塚不二夫（漫画家）
- 鮎沢まこと（漫画家）
- 石井いさみ（漫画家）
- 石川雅也（漫画家）
- 石子順（評論家）
- 泉昭二（漫画家）
- 泉ゆきを（漫画家）
- 出光永（漫画家）
- 伊藤すま子（実業家）
- 稲垣三郎（漫画家）
- 井上のぼる（漫画家）
- 猪俣昭良（漫画家）
- 今長谷はるみ（漫画家）
- 今村洋子（漫画家）
- 上田トシコ（漫画家）
- ウノ・カマキリ（漫画家）
- 浦川柳介（イラストレーター）
- 永六輔（作家）
- 榎その（漫画家）
- 海老名香葉子（エッセイスト）
- おおさわ・匡（漫画家）
- 大下健一（漫画家）
- 大山錦子（漫画家）
- 小沢昭一（俳優）
- 小野耕世（評論家）
- おのつよし（漫画家）
- 笠根弘二（漫画家）
- 一峰大二（漫画家）
- 勝木てるお（漫画家）
- 木川かえる（漫画家）
- キクチマサフミ（漫画家）
- 北見けんいち（漫画家）
- 木下としお（漫画家）
- 草原タカオ（漫画家）
- 工藤恒美（漫画家）
- クミタ・リュウ（漫画家）
- 黒田征太郎（イラストレーター）
- 黒柳徹子（女優）
- 小島功（漫画家）
- 小島貞二（評論家）
- コタニマサオ（漫画家）
- 木乃美光（漫画家）
- 小山賢太郎（漫画家）
- 斎藤邦雄（漫画家）
- さいとう・たかを（漫画家）
- 早乙女勝元（作家）
- 早乙女民（イラストレーター）
- 坂井せいごう（漫画家）
- 佐川美代太郎（漫画家）
- 五月かおる（漫画家）
- サトウサンペイ（漫画家）
- 佐藤まさあき（漫画家）
- 里中満智子（漫画家）
- さわたりしょうじ（漫画家）
- 篠田ひでお（漫画家）
- 柴田達成（漫画家）
- 清水勲（評論家）
- 志茂田景樹（作家）
- 白吉辰三（漫画家）
- 菅沼恭（漫画家）
- 杉浦幸雄（漫画家）
- 鈴木伸一（アニメーション作家）
- 鈴木太郎（漫画家）
- すずき大和（漫画家）
- 清つねお（漫画家）
- 関根義人（漫画家）
- 平二郎（漫画家）
- 高井研一郎（漫画家）
- 高倉健（俳優）
- 高野栄二（漫画家）
- 武田京子（漫画家）
- 多田ヒロシ（漫画家）
- 田中扶士彦（実業家）
- 田中正雄（漫画家）
- 田村セツコ（イラストレーター）
- 田村久子（漫画家）
- ちばてつや（漫画家）
- 千葉督太郎（漫画家）
- 土田直敏（漫画家）
- 出川三男（映画美術監督）
- 手塚治虫（漫画家）
- 所ゆきよし（漫画家）
- 長尾みのる（イラストレーター）
- 永田竹丸（漫画家）
- 仲原白泡（漫画家）
- 楢喜八（漫画家）
- 西澤勇司（漫画家）
- ハシヨシヒサ（漫画家）
- はせべくにひこ（漫画家）
- 花村えい子（漫画家）
- 浜坂高一朗（漫画家）
- 林家木久扇（落語家）
- 原田こういち（漫画家）
- バロン吉元（漫画家）
- ばんば三郎（漫画家）
- 廣田智代子（歌人）
- 藤井素介（作家）
- 古谷三敏（漫画家）
- 牧野圭一（漫画家）
- 牧美也子（漫画家）
- 町田典子（実業家）
- 松本零士（漫画家）
- 丸山昭（編集者）
- 三浦朱門（作家）
- 水木しげる（漫画家）
- 水野英子（漫画家）
- みつはしちかこ（漫画家）
- 宮村正治（漫画家）
- 村野守美（漫画家）
- 森熊猛（漫画家）
- 森田拳次（漫画家）
- 森本清彦（漫画家）
- モロズミ勝（漫画家）
- 矢尾板賢吉（漫画家）
- やなせたかし（漫画家）
- 矢野功（漫画家）
- 矢野徳（漫画家）
- 山内ジョージ（漫画家）
- 山口太一（漫画家）
- 山田洋次（映画監督）
- 山根青鬼（漫画家）
- 祐天寺三郎（漫画家）
- 横山孝雄（漫画家）
- 吉田英一（漫画家）
- わたなべまさこ（漫画家）